# Gastrozona fasciata
Gastrozona fasciata är en tvåvingeart som först beskrevs av Walker 1856.  Gastrozona fasciata ingår i släktet Gastrozona, och familjen borrflugor. Inga underarter finns listade i Catalogue of Life.